# Achrysocharoides littoralis
Achrysocharoides littoralis är en stekelart som beskrevs av Kamijo 1990. Achrysocharoides littoralis ingår i släktet Achrysocharoides och familjen finglanssteklar. Inga underarter finns listade i Catalogue of Life.